# 歌え! ジャニス★ジョプリンのように
『歌え! ジャニス★ジョプリンのように』 (うたえ ジャニスジョプリンのように、Janis et John) は、2003年のフランス・スペインのコメディ映画。サミュエル・ベンシェトリ監督の長編デビュー作で、出演はセルジ・ロペス、マリー・トランティニャン、フランソワ・クリュゼなど。夫の失態で大金を調達するハメになった平凡な主婦が、金策のためジャニス・ジョプリンの扮装をしたことから新たな自分に目覚めていく姿を描いている。
原題は『ジャニスとジョン』であり、ジャニスとはジャニス・ジョプリン、ジョンはジョン・レノンの事である。マリー・トランティニャンが彼女の最後の元夫で監督のサミュエル・ベンシェトリと組んだロック・コメディであり、当時の交際相手のベルトラン・カンタ（ロックバンドノワール・デジールのボーカル）の暴行が原因で本作公開（2003年10月5日）前の2003年8月1日に死去したことによって、彼女の遺作となった。共演者にはマリーの実の父であるジャン＝ルイ・トランティニャンに加え、最初の夫であったフランソワ・クリュゼがおり、最初の夫と最後の夫と組んだという形になった。
本作にはジョン・レノンやジャニス・ジョプリンなどの曲が使われているが、ジョンの曲にはシナリオを気に入ったオノ・ヨーコが無償で許可を与えるなど、低予算でそろえることができた。

## ストーリー
保険会社に勤めるパブロは、ふとしたことから顧客であるキャノン氏の保険金を着服してしまう。しかし、早急にその損失を埋めなければいけない事態に陥る。そんな時、ほとんど会ったことのない自分のいとこのレオンが大金を相続したという話を聞きつける。金の無心をしにレオンの元に向かうが、昔から麻薬漬けのレオンは、ジョン・レノンとジャニス・ジョップリンがいつか自分の元に現れるとの妄想の中に生きていた。そんなレオンを見て諦めかけるパブロだが、自分の妻ブリジットをジャニス・ジョプリンに、俳優のワルテルをジョン・レノンに仕立て、レオンから金を巻き上げようとする。

## キャスト
| 役名       | 俳優                           | 日本語吹替 |
| ---------- | ------------------------------ | ---------- |
| パブロ     | セルジ・ロペス                 | 横堀悦夫   |
| ブリジット | マリー・トランティニャン       | 唐沢潤     |
| ワルテル   | フランソワ・クリュゼ           | 加藤亮夫   |
| レオン     | クリストフ・ランベール         | 中多和宏   |
| キャノン   | ジャン＝ルイ・トランティニャン | 浦山迅     |

## 作品の評価
アロシネによれば、フランスの13のメディアによる評価の平均点は5点満点中3.8点である。